# Seznam kulturních památek v Nové Bystřici
Tento seznam nemovitých kulturních památek ve městě Nová Bystřice v okrese Jindřichův Hradec vychází z  Ústředního seznamu kulturních památek ČR, který na základě zákona č. 20/1987 Sb., o státní památkové péči, vede Národní památkový ústav jako ústřední organizace státní památkové péče. Údaje jsou průběžně upřesňovány, přesto mohou obsahovat i řadu věcných a formálních chyb a nepřesností či být neaktuální. 
Pokud byly některé části dotčeného území vyčleněny do samostatných seznamů, měly by být odkazy na tyto dílčí seznamy uvedeny v úvodu tohoto seznamu nebo v úvodu příslušné sekce seznamu.

## Nová Bystřice
|  | Kategorie „Town walls of Nová Bystřice “ na Wikimedia Commons | Hledat fotografie a kategorie ve Wikimedia Commons podle rejstříkového čísla památky | Nahrát snímek k tomuto tématu do úložiště Wikimedia Commons |  |

|  | Kategorie „Church of Saints Peter and Paul (Nová Bystřice) “ na Wikimedia Commons | Hledat fotografie a kategorie ve Wikimedia Commons podle rejstříkového čísla památky | Nahrát snímek k tomuto tématu do úložiště Wikimedia Commons |  |

|  |  | Hledat fotografie a kategorie ve Wikimedia Commons podle rejstříkového čísla památky | Nahrát snímek k tomuto tématu do úložiště Wikimedia Commons |  |

|  |  | Hledat fotografie a kategorie ve Wikimedia Commons podle rejstříkového čísla památky | Nahrát snímek k tomuto tématu do úložiště Wikimedia Commons |  |

|  |  | Hledat fotografie a kategorie ve Wikimedia Commons podle rejstříkového čísla památky | Nahrát snímek k tomuto tématu do úložiště Wikimedia Commons |  |

|  | Kategorie „Zámek Nová Bystřice “ na Wikimedia Commons | Hledat fotografie a kategorie ve Wikimedia Commons podle rejstříkového čísla památky | Nahrát snímek k tomuto tématu do úložiště Wikimedia Commons |  |

|  |  | Hledat fotografie a kategorie ve Wikimedia Commons podle rejstříkového čísla památky | Nahrát snímek k tomuto tématu do úložiště Wikimedia Commons |  |

|  | Kategorie „Column shrine at the house No. 486 (Nová Bystřice) “ na Wikimedia Commons | Hledat fotografie a kategorie ve Wikimedia Commons podle rejstříkového čísla památky | Nahrát snímek k tomuto tématu do úložiště Wikimedia Commons |  |

|  |  | Hledat fotografie a kategorie ve Wikimedia Commons podle rejstříkového čísla památky | Nahrát snímek k tomuto tématu do úložiště Wikimedia Commons |  |

|  | Kategorie „Niche chapel of Virgin Mary (Nová Bystřice) “ na Wikimedia Commons | Hledat fotografie a kategorie ve Wikimedia Commons podle rejstříkového čísla památky | Nahrát snímek k tomuto tématu do úložiště Wikimedia Commons |  |

|  | Kategorie „Holy Trinity column in Nová Bystřice “ na Wikimedia Commons | Hledat fotografie a kategorie ve Wikimedia Commons podle rejstříkového čísla památky | Nahrát snímek k tomuto tématu do úložiště Wikimedia Commons |  |

|  |  | Hledat fotografie a kategorie ve Wikimedia Commons podle rejstříkového čísla památky | Nahrát snímek k tomuto tématu do úložiště Wikimedia Commons |  |

|  | Kategorie „Pivovar Nová Bystřice “ na Wikimedia Commons | Hledat fotografie a kategorie ve Wikimedia Commons podle rejstříkového čísla památky | Nahrát snímek k tomuto tématu do úložiště Wikimedia Commons |  |

|  |  | Hledat fotografie a kategorie ve Wikimedia Commons podle rejstříkového čísla památky | Nahrát snímek k tomuto tématu do úložiště Wikimedia Commons |  |

|  |  | Hledat fotografie a kategorie ve Wikimedia Commons podle rejstříkového čísla památky | Nahrát snímek k tomuto tématu do úložiště Wikimedia Commons |  |

|  | Kategorie „Church of Saint Catherine (Nová Bystřice) “ na Wikimedia Commons | Hledat fotografie a kategorie ve Wikimedia Commons podle rejstříkového čísla památky | Nahrát snímek k tomuto tématu do úložiště Wikimedia Commons |  |

|  |  | Hledat fotografie a kategorie ve Wikimedia Commons podle rejstříkového čísla památky | Nahrát snímek k tomuto tématu do úložiště Wikimedia Commons |  |

|  |  | Hledat fotografie a kategorie ve Wikimedia Commons podle rejstříkového čísla památky | Nahrát snímek k tomuto tématu do úložiště Wikimedia Commons |  |

|  |  | Hledat fotografie a kategorie ve Wikimedia Commons podle rejstříkového čísla památky | Nahrát snímek k tomuto tématu do úložiště Wikimedia Commons |  |

|  |  | Hledat fotografie a kategorie ve Wikimedia Commons podle rejstříkového čísla památky | Nahrát snímek k tomuto tématu do úložiště Wikimedia Commons |  |

|  |  | Hledat fotografie a kategorie ve Wikimedia Commons podle rejstříkového čísla památky | Nahrát snímek k tomuto tématu do úložiště Wikimedia Commons |  |

## Albeř
|  |  | Hledat fotografie a kategorie ve Wikimedia Commons podle rejstříkového čísla památky | Nahrát snímek k tomuto tématu do úložiště Wikimedia Commons |  |

|  |  | Hledat fotografie a kategorie ve Wikimedia Commons podle rejstříkového čísla památky | Nahrát snímek k tomuto tématu do úložiště Wikimedia Commons |  |

## Artolec
| Památka                                        | Fotografie                                                                   | Rejstříkové číslo v ÚSKP                                                             | Sídelní útvar                                               | Poloha                                    | Popis a poznámky                                                      |
| ---------------------------------------------- | ---------------------------------------------------------------------------- | ------------------------------------------------------------------------------------ | ----------------------------------------------------------- | ----------------------------------------- | --------------------------------------------------------------------- |
| Kaple svatého Antonína Paduánského (Q36865847) | \| \| \| \| \| \|                                                            | 101873 Pam. katalog MIS                                                              | Artolec                                                     | Artolec 49°0′27″ s. š., 15°7′45,05″ v. d. | Kaple sv. Antonína Paduánského Památkově chráněno od 29. června 2006. |
|                                                | Kategorie „Chapel of Saint Anthony of Padua (Artolec) “ na Wikimedia Commons | Hledat fotografie a kategorie ve Wikimedia Commons podle rejstříkového čísla památky | Nahrát snímek k tomuto tématu do úložiště Wikimedia Commons |                                           |                                                                       |

## Blato
|  | Kategorie „Church of Saint Mary Magdalene (Blato) “ na Wikimedia Commons | Hledat fotografie a kategorie ve Wikimedia Commons podle rejstříkového čísla památky | Nahrát snímek k tomuto tématu do úložiště Wikimedia Commons |  |

|  |  | Hledat fotografie a kategorie ve Wikimedia Commons podle rejstříkového čísla památky | Nahrát snímek k tomuto tématu do úložiště Wikimedia Commons |  |

## Hůrky
|  | Kategorie „Church of Saint James the Greater (Hůrky) “ na Wikimedia Commons | Hledat fotografie a kategorie ve Wikimedia Commons podle rejstříkového čísla památky | Nahrát snímek k tomuto tématu do úložiště Wikimedia Commons |  |

|  |  | Hledat fotografie a kategorie ve Wikimedia Commons podle rejstříkového čísla památky | Nahrát snímek k tomuto tématu do úložiště Wikimedia Commons |  |

|  |  | Hledat fotografie a kategorie ve Wikimedia Commons podle rejstříkového čísla památky | Nahrát snímek k tomuto tématu do úložiště Wikimedia Commons |  |

|  |  | Hledat fotografie a kategorie ve Wikimedia Commons podle rejstříkového čísla památky | Nahrát snímek k tomuto tématu do úložiště Wikimedia Commons |  |

|  |  | Hledat fotografie a kategorie ve Wikimedia Commons podle rejstříkového čísla památky | Nahrát snímek k tomuto tématu do úložiště Wikimedia Commons |  |

## Klášter
|  | Kategorie „Holy Trinity Church in Klášter (Nová Bystřice) “ na Wikimedia Commons | Hledat fotografie a kategorie ve Wikimedia Commons podle rejstříkového čísla památky | Nahrát snímek k tomuto tématu do úložiště Wikimedia Commons |  |

|  |  | Hledat fotografie a kategorie ve Wikimedia Commons podle rejstříkového čísla památky | Nahrát snímek k tomuto tématu do úložiště Wikimedia Commons |  |

## Nový Vojířov
| Památka                     | Fotografie        | Rejstříkové číslo v ÚSKP                                                             | Sídelní útvar                                               | Poloha                                                                      | Popis a poznámky |
| --------------------------- | ----------------- | ------------------------------------------------------------------------------------ | ----------------------------------------------------------- | --------------------------------------------------------------------------- | --- |
| Kámen republiky (Q38037920) | \| \| \| \| \| \| | 106055 Pam. katalog MIS                                                              | Nový Vojířov                                                | nedaleko od hotelu Peršlák, pp. 1218/1 49°1′12,96″ s. š., 15°1′32,52″ v. d. | Nepravidelný protáhlý kamenný pískovcový monolit z nedalekého pískovcového lomu, stojící na menším hrubém kamenném soklu. Do kamene je vtesán obrys státní hranice Československé republiky v tehdejších hranicích (tedy s Podkarpatskou Rusí, uvnitř plochy znázorňující ČSR je nápis „Naše je a naše zůstane!“. Vlevo od obrysu byl přitesána čtvercová plocha s datací „21/5 1938“. Dle dobových fotografií byly kontury a písmo dobarveny černým pigmentem, vytesané plochy byly nabarveny bílou barvou. 30. září 1938 Byl dovezen finanční stráží, která sídlila v budově finanční stráže Peršlák - dnes Lesní hotel Peršlák (finanční stráž byla tehdy součástí tzv. Stráže obrany státu) z nedalekého lomu a posléze zpracován při přípravě obranné linie v květnu 1938, kdy byla vyhlášena ostraha hranic po anšlusu Rakouska nacistickým Německem. Dne 8. října 1938 dorazila k budově finanční stráže Peršlák německá vojska a němečtí vojáci ubytovaní v budově nechali do horní části kamene přitesat nápis „BIS WIR kamen! P.Z. ARS. 8X. 1938“ (Než přijdeme! Panzer Artillerie Regiment - schwer = těžký dělostřelecký pluk 2. tankové divize. / 8. října 1938). Po květnovém osvobození ČSR přibyl třetí a do současné doby poslední nápis v levé dolní části „9.V. 1945, PRAVDA VÍTĚZÍ“. Původně stál těsně před hlavním vstupem do budovy stráže, přes cestu a stál obrysem obrácen od budovy. Zřejmě od doby rekonstrukce budovy na hotel v 90. letech je umístěn při hlavní příjezdové cestě, poblíž parkoviště, obrysem obrácen do cesty. Památkově chráněno od 28. dubna 2017. |
|                             |                   | Hledat fotografie a kategorie ve Wikimedia Commons podle rejstříkového čísla památky | Nahrát snímek k tomuto tématu do úložiště Wikimedia Commons |                                                                             | |

## Ovčárna
| Památka                      | Fotografie                                                         | Rejstříkové číslo v ÚSKP                                                             | Sídelní útvar                                               | Poloha                                                            | Popis a poznámky |
| ---------------------------- | ------------------------------------------------------------------ | ------------------------------------------------------------------------------------ | ----------------------------------------------------------- | ----------------------------------------------------------------- | --- |
| Židovský hřbitov (Q10289080) | \| \| \| \| \| \|                                                  | 106417 Pam. katalog MIS                                                              | Ovčárna                                                     | u silnice II/128, pp. 1228/4 49°1′49,75″ s. š., 15°5′52,12″ v. d. | Hřbitov z roku 1878. Zajímovstí jsou na svou dobu anachronické náhrobky haličských židů, uprchlíků z oblasti stiženou válečnými událostmi první světové války. Památkově chráněno od 1. října 2019. |
|                              | Kategorie „Jewish cemetery in Nová Bystřice “ na Wikimedia Commons | Hledat fotografie a kategorie ve Wikimedia Commons podle rejstříkového čísla památky | Nahrát snímek k tomuto tématu do úložiště Wikimedia Commons |                                                                   | |

## Senotín
| Památka                           | Fotografie                                                          | Rejstříkové číslo v ÚSKP                                                             | Sídelní útvar                                               | Poloha                                     | Popis a poznámky                                                 |
| --------------------------------- | ------------------------------------------------------------------- | ------------------------------------------------------------------------------------ | ----------------------------------------------------------- | ------------------------------------------ | ---------------------------------------------------------------- |
| Kaple svatého Michala (Q38095169) | \| \| \| \| \| \|                                                   | 26499/3-1933 Pam. katalog MIS                                                        | Senotín                                                     | náves 49°3′50,04″ s. š., 15°8′42,26″ v. d. | Kaple sv. Michala · Zapsáno do státního seznamu před rokem 1988. |
|                                   | Kategorie „Chapel of Saint Michael (Senotín) “ na Wikimedia Commons | Hledat fotografie a kategorie ve Wikimedia Commons podle rejstříkového čísla památky | Nahrát snímek k tomuto tématu do úložiště Wikimedia Commons |                                            |                                                                  |